# Mishake Muyongo

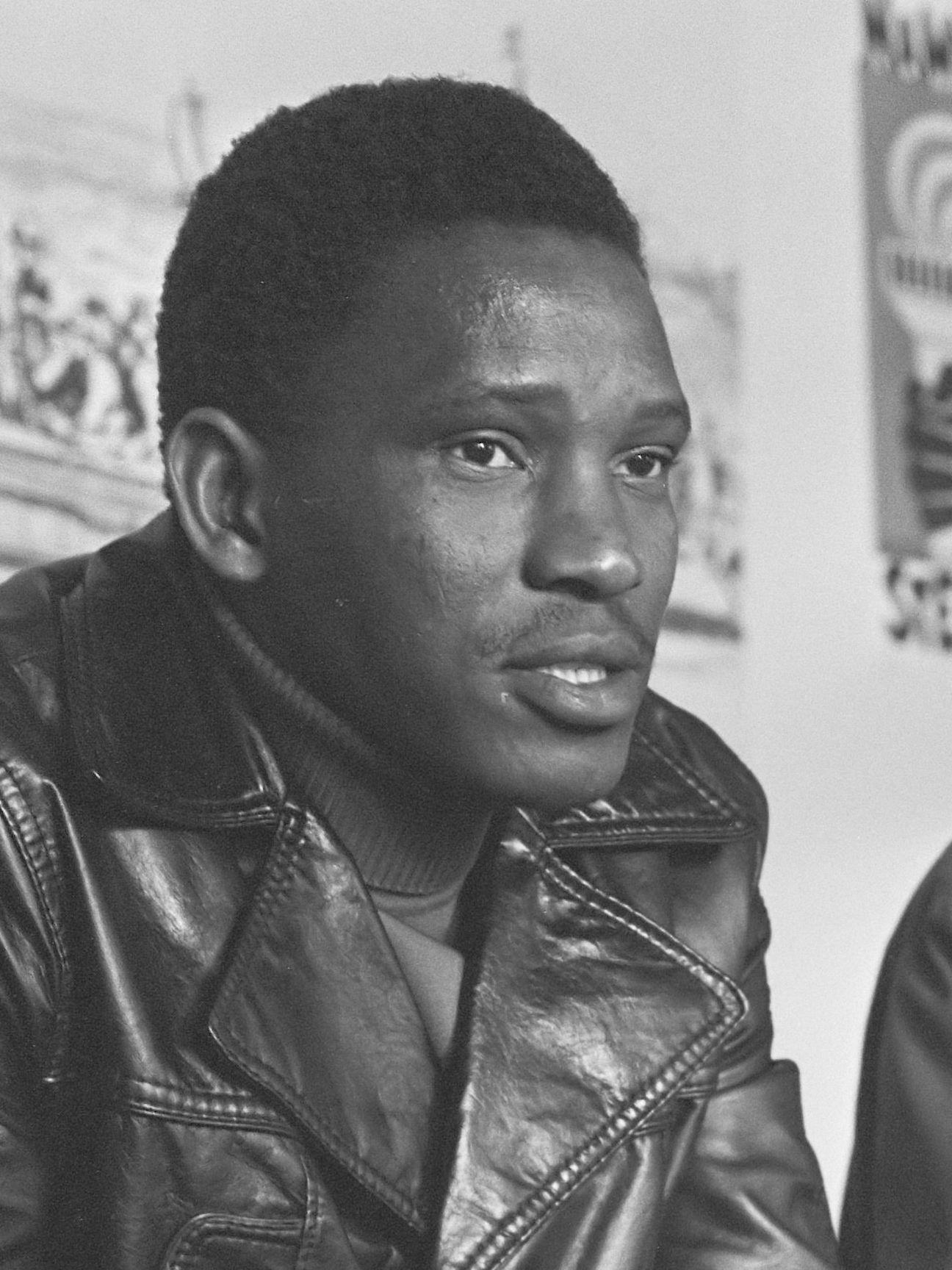
Mishake Muyongo (1976)

Mishake Muyongo (Linyanti, 28 april 1940) is een politicus en voormalig parlementslid uit Namibië. Hij is tevens leider van een afscheidingsbeweging in de Caprivi en leeft sinds 1999 in ballingschap in Denemarken.
In september 1964 werd Muyongo voorzitter van de Caprivi African National Union (CANU) toen de voormalige leider Simbwaye door het Zuid-Afrikaanse leger werd gearresteerd en vervolgens verdween. Muyongo ontsnapte tijdens een Zuid-Afrikaanse inval in het kantoor van de CANU in Katima Mulilo en vluchtte naar Zambia. Tijdens zijn ballingschap in Dar es Salaam, kwam Muyongo een fusie met Sam Nujoma's South-West Africa People's Organisation (SWAPO) partij overeen. Beide partijen zouden gezamenlijk Namibië van Zuid-Afrikaanse bestuur bevrijden. Muyongo hield verscheidene posities binnen de SWAPO alvorens hij in 1980 uit de partij werd gezet: vertegenwoordiger in Zambia (1964- '65), secretaris voor onderwijs (1966- '70), vicevoorzitter SWAPO (vanaf 1970).
Na onafhankelijkheid van Namibië leidde Muyongo zijn CANU in een nieuwe politieke partij DTA. Hij was een lid van het parlement vanaf 1990 tot 1999 en was presidentskandidaat tijdens de presidentiële verkiezingen van 1994.
Muyongo is een van de leiders achter een separatistenbeweging die in 1999 goevermentele gebouwen en politiekantoren aanviel. De aanval werd afgeslagen door het Namibische leger.
Muyongo en duizenden anderen vluchtten naar buurland Botswana. Terwijl Muyongo vervolgens politiek asiel in Denemarken vond staan anderen terecht voor hoogverraad. Volgens een onlangs opgedoken document is de Caprivi als onafhankelijke staat door Nujoma erkend tijdens besprekingen in 1964. De staat zou door SWAPO worden gecreëerd na onafhankelijkheid van Namibië slaagde.